# Facultad de Ingeniería Electrónica y Eléctrica (Universidad Nacional Mayor de San Marcos)
La Facultad de Ingeniería Electrónica y Eléctrica de la Universidad Nacional Mayor de San Marcos (siglas: FIEE-UNMSM) es una de las veinte facultades que conforman dicha universidad. la especialidad de ingeniería electrónica fue creada en el año 1969 y se separó de la facultad de Ingeniería Industrial en el año 1984. La facultad en la actualidad, dentro de la organización de la universidad, forma parte del área de Ingenierías y cuenta con las escuelas académico-profesionales de Ingeniería Electrónica, de Ingeniería Eléctrica, de Ingeniería de Telecomunicaciones, y de Ingeniería de Biomédica que brindan tanto estudios de pregrado como de postgrado. Se encuentra ubicada dentro de la ciudad universitaria. 